# 中央存款保險公司
中央存款保險公司，簡稱中央存保，是為保障中華民國金融機構存款人之利益，1985年9月27日依據中華民國法律《銀行法》第46條規定，由財政部與中央銀行共同出資設立的存款保險公司。並在《銀行法》第46條之授權下，《存款保險條例》第3條第1項規定，存款保險由財政部會同中央銀行設立中央存款保險公司承保，中央存款保險公司股份由財政部、中央銀行及要保之金融机构認股，由金管會及中央銀行出資。

## 歷史

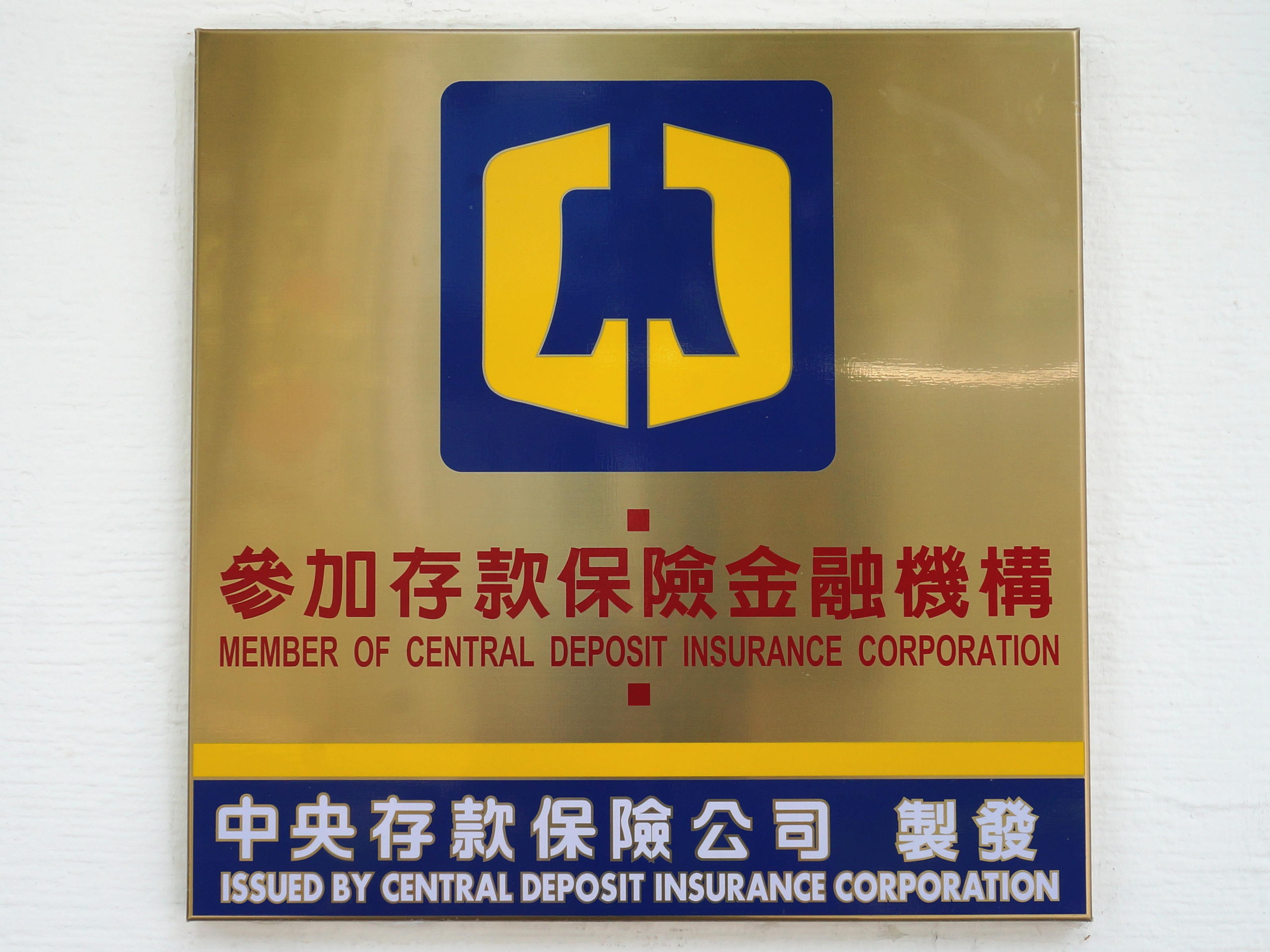
中央存款保險公司「參加存款保險金融機構」銘板

1985年1月9日，總統令制定公布《存款保險條例》。1985年4月27日，財政部與中央銀行成立中央存款保險公司籌備小組，梁成金擔任召集人。1985年8月12日，行政院令，訂定發布《存款保險條例施行細則》。1985年9月7日，中央存款保險公司取得經濟部公司執照。1985年9月27日，中央存款保險公司正式開業，專責辦理存款保險，首任總經理為梁成金。1994年，中央存款保險公司建立企業識別系統，吉祥物為大象。
2001年，金融重建基金委託中央存款保險公司處理經營不善之金融機構。2002年5月6日，國際存款保險機構協會（International Association of Deposit Insurers）成立，中央存款保險公司為創始會員。
2011年1月1日，中央存款保險公司之財政部股權經行政院核定移交金融監督管理委員會，存款保險最高保額提高為新臺幣300萬元。